# Apiletria
Apiletria is een geslacht van vlinders van de familie dominomotten (Autostichidae), uit de onderfamilie Symmocinae.

## Soorten
- A. apaurta Gozmany, 1965
- A. asirica Gozmany, 1982
- A. atrxerxes Gozmany, 1965
- A. luella Lederer, 1855
- A. marcida Felder
- A. nervosa Stainton, 1867
- A. purulentella Stainton, 1867
- A. tripleura (Meyrick, 1914)